# Porsche 645
 (mars 2025).
Si vous disposez d'ouvrages ou d'articles de référence ou si vous connaissez des sites web de qualité traitant du thème abordé ici, merci de compléter l'article en donnant les références utiles à sa vérifiabilité et en les liant à la section « Notes et références ».
La Porsche 645 Spyder était un prototype de voiture de course conçu par Porsche. Elle a été conçue en tant que successeur de la Porsche 550. Cependant, le développement de la voiture a été arrêté avant son achèvement au profit de la Porsche 718.

## Développement
Le développement de la Porsche Type 645 a commencé fin 1954. L’objectif était une voiture de course plus légère que la Porsche 550. Elle devait également offrir un meilleur aérodynamisme et plus de frottement statique.
Le projet a été lancé par Egon Forstner, chef du département de calcul de Porsche. Il a été soutenu par Ernst Fuhrmann, le concepteur du moteur Type 547, et par le concepteur de voitures et de carrosseries Heinrich Klie. À partir de la 550, Klie a construit un modèle à l’échelle 1:5 pour expérimenter plusieurs nouvelles caractéristiques de carrosserie. Il s’agissait notamment d’un appui-tête intégré à la carrosserie de manière aérodynamique et d’un espace ouvert vers l’arrière, permettant à l’air tourbillonné par les turbulences d’atteindre plus facilement le compartiment moteur pour le refroidissement du moteur. Klie et Fuhrmann ont obtenu des brevets pour les deux nouveaux développements.
Le 15 février 1955, en plein développement de la 645, l’ingénieur en chef de Porsche, Karl Rabe, demande à la direction de l’entreprise de revoir le projet car il nécessite davantage de soutien humain et davantage de ressources financières. Le projet fut alors stoppé, d’autant plus que les voitures de course 550 utilisées se révélèrent compétitives et qu’aucune nouvelle voiture n’était nécessaire. Ce n’est que lorsque Porsche s’attendait à une concurrence avec la Borgward RS récemment révisée que le projet a repris le 16 février 1956. Dans l’instruction de travail n 9159 émise à cet effet, la construction de deux prototypes a été commandée.
Le premier prototype a été achevé pour être testé à la mi-juin 1956. Herbert Linge a testé le véhicule près de Renningen. Il s’est avéré que la voiture était plus rapide, mais sa maniabilité était difficilement prévisible et plus difficile à contrôler que celle de la 550.
Porsche a utilisé la 645, pilotée par Richard von Frankenberg, dans plusieurs courses. Le 16 septembre 1956, von Frankenberg a écrasé la voiture lors d’une course sur l’AVUS,. Frankenberg a été éjecté de la voiture; Il a survécu à l’accident avec des blessures mineures. Le seul prototype terminé a complètement brûlé. Le projet a ensuite été abandonné,.
De nombreuses connaissances acquises au cours du développement ont été intégrées dans la Porsche 718, qui a été produite plus tard et mises en œuvre avec succès.

## Caractéristiques du véhicule

### Carrosserie
La Porsche 645, développée en 1954, disposait déjà d’un châssis tubulaire, qui fut utilisé plus tard en 1956 sur la Porsche 550 A. Afin d’obtenir un poids de véhicule le plus faible possible, la carrosserie a été fabriquée en magnésium plus léger au lieu d’aluminium. Dans le même temps, la voiture est devenue plus petite que la 550, de sorte que l’empattement a été raccourci de 100 mm à 2 000 mm,.
Afin de réduire la surface frontale et donc la traînée aérodynamique de la voiture de course et d’augmenter la vitesse de pointe, les développeurs ont réduit la largeur de voie à l’avant de 1 190 mm la largeur de voie à l’arrière de 1 150 mm. En raison de ses petites dimensions et surtout de son comportement de conduite imprévisible, Richard von Frankenberg à plus tard appelé la voiture Mickey Mouse.
L’avant était abaissé et ressemblait déjà à celui de la Porsche 718 ultérieure. L’arrière a été redessiné et comporte deux ouvertures orientées vers l’arrière à gauche et à droite pour l’admission d’air du moteur et un espace également ouvert vers l’arrière pour le refroidissement du moteur. Pour accueillir le ventilateur de refroidissement du moteur, l’arrière avait un renflement au milieu.
La capacité du réservoir d’essence situé à l’avant a été réduite de 130 à 80 litres afin de pouvoir l’intégrer dans la petite carrosserie. Pour compenser, Porsche a installé un réservoir d’une capacité d’environ 40 à 50 litres à droite du conducteur dans l’habitacle. Cela signifiait que la porte droite n’était plus disponible sur la 645.

### Châssis
La voiture avait une suspension indépendante à l’avant et à l’arrière, avec un essieu à manivelle à l’avant. La suspension arrière était différente de celle de la 550 et était similaire à celle du précédent projet de voiture de course Porsche Cisitalia 360. Elle avait des bras oscillants reliés aux ressorts de torsion et aux triangles supérieurs et inférieurs. Les triangles étaient légèrement inclinés vers l’arrière. Le guidon inférieur était parallèle au sol, tandis que le guidon supérieur pointait légèrement vers le bas.
Comme la 550, le prototype était équipé de frein à tambour aux quatre roues. Les roues de 16 pouces étaient équipées de pneus 5.00-16-RS à l’avant et de pneus 5.25-16-RS à l’arrière.

### Moteur et transmission
Le véhicule était propulsé par une première version du moteur dit Fuhrmann Type 547, car la nouvelle variante nécessitait plus d’espace, ce qui n’était pas disponible dans le petit compartiment moteur du 645.
Ce moteur quatre cylindres Boxer de 1,5 litre refroidi par air produisant environ 15 kW (20 ch) de moins que la version moderne du moteur Type 547, qui délivrait 99 kW (135 ch) à 7 200 tr/min, et possédait également deux arbres à cames de chaque côté, entraînés par des arbres verticaux.
Le moteur était doté d’un système d’allumage double avec deux distributeurs séparés et deux bobines d’allumage. Deux carburateurs Weber à double tirage descendant de type 40 DCM ont été utilisés pour la préparation du mélange. Le couple maximal était de 145 Nm à 5 900 tr/min.
La transmission manuelle à quatre vitesses entièrement synchronisée a été reprise de la Porsche 550 et a également été placée derrière l’essieu arrière.

## Histoire en courses
Le prototype a effectué ses premiers essais sur piste de course les 15 et 16 mai 1956 au Nürburgring. La voiture était conduite par Wolfgang von Trips, qui a réalisé un temps au tour de moins de onze minutes. Dans le même temps, Hans Herrmann pilotait une 550 A et battait le temps de la 645 avec 10:35.2 minutes. Après avoir également testé la 645, Herrmann est arrivé à la conclusion que la voiture était plus rapide, mais «absolument inutilisable».
Le 27 mai de la même année, Richard von Frankenberg teste le prototype lors de l’entraînement pour la course de 1000 km au Nürburgring. Lors de la course proprement dite, lui et Hans Herrmann ont renoncé à l’utilisation de cette dernière au profit de la Porsche 550 A, avec laquelle tous deux ont atteint la sixième place au classement général.
La 645 a fait sa première apparition en course le 22 juillet 1956 lors de la course Solitude. Von Frankenberg, parti de la deuxième place, a été confronté à des problèmes techniques pendant la course. Malgré la perte de la première vitesse, des problèmes de freins, une perte de puissance et des températures d’huile élevées, il a terminé la course à la quatrième place.
La deuxième et dernière course du prototype a eu lieu le 16 septembre 1956 au Grand Prix de Berlin, la sixième course du Championnat allemand des voitures de sport, sur le circuit AVUS. Von Frankenberg a décidé de participer à la course avec la soi-disante Mickey Mouse parce que la voiture atteignait une vitesse de pointe plus élevée que la 550 et que la piste de course, avec ses longues lignes droites et ses quelques courbes, était conçue pour des vitesses élevées,.
Parti de la troisième place avec le numéro de départ 9, von Frankenberg a pris la tête du peloton, suivi de Wolfgang von Trips avec une 550 A. Au troisième tour, la 645 a soudainement tourné à droite et a survolé le bord de la courbe nord à 43°. La voiture s’est écrasée dans le paddock, environ 15 mètres plus bas, où elle a immédiatement pris feu et a complètement brûlé, y compris la carrosserie en magnésium,. Environ cinq minutes après l’accident, un technicien Porsche a retrouvé Richard von Frankenberg inconscient, qui avait été éjecté de la voiture lors du décollage dans la courbe raide. Von Frankenberg était presque indemne. Il est resté à l’hôpital pendant cinq semaines avant d’être libéré et de continuer à courir. L’accident a été plus tard appelé le miracle de l’AVUS en raison de l’issue heureuse pour von Frankenberg.
Après cet événement, aucune autre 645 n’a été construite et le projet a été abandonné.
Les informations obtenues à partir du prototype sur les avantages d’une carrosserie conçue de manière aérodynamique et d’une suspension avancée sur une voiture de course ont eu une influence significative sur le développement de la future Porsche 718.